# Lies of P
Lies of P (в переводе с англ. — «Ложь Пи») — компьютерная игра в жанре action/RPG, разработанная компаниями Neowiz Games и Round8 Studio. Издателем игры выступила компания Neowiz Games. Выпуск игры состоялся 19 сентября 2023 года на платформах PlayStation 4, PlayStation 5, Windows, MacOS, Xbox One и Xbox Series X/S. Игра частично основана на итальянском романе 1883 года «Приключения Пиноккио» Карло Коллоди. Отзывы критиков в основном положительные.

## Игровой процесс
Lies of P — компьютерная игра в жанре action/RPG с видом от третьего лица, схожая с серией Souls. Игрок управляет андроидом по имени Пиноккио и передвигается по городу Крат, исследуя окружающую среду и сражаясь с биомеханическими врагами. На начальном этапе игры выбирается «Боевая память», определяющая один из трёх стилей боя — баланс, ловкость или упорство. Этот выбор влияет на начальные характеристики Пиноккио и тип оружия, которым он будет вооружён. В арсенале персонажа — разнообразные виды оружия, включая мечи и топоры, а также механическая рука, которую можно оснастить одним из восьми доступных гаджетов, таких как крюк для притягивания врагов или огнемёт. Оружие в игре имеет параметр прочности, который уменьшается в ходе боёв. Игрок может выполнять как лёгкие, так и тяжёлые атаки, а также уклоняться и блокировать вражеские удары, при этом следя за уровнем выносливости, отображённым на специальной шкале. В игре также присутствует система крафтинга, позволяющая создавать новое оружие путём соединения уже имеющегося.
Игрок может заменять части тела Пиноккио, тем самым открывая новые способности. Персонаж имеет специальные способности, которые наносят существенный вред врагам и активируются через затрату определённого количества зарядов в трёх соответствующих секциях, которые постепенно заполняются во время боя. Если Пиноккио подвергается ранению, его здоровье можно восстановить с помощью «элемента пульса». В случае смерти персонаж возрождается на ближайшей контрольной точке, теряя собранные с врагов ценности, которые игрок может снова забрать на месте гибели. Эти контрольные точки также действуют как место для улучшения характеристик, изменения комплекта оружия или быстрого перемещения в другие доступные точки. Решения, которые игрок принимает во время определённых игровых моментов влияют на развитие событий.

## Синопсис
В видеоигре Lies of P, основанной на романе «Приключения Пиноккио» Карло Коллоди, рассказывается история робота-марионетки по имени Пиноккио. Эта марионетка обладает уникальной способностью лгать, что становится ключевым элементом в сюжетных решениях игры. В городе Крат, где разворачиваются события игры, марионетки стали возможными благодаря открытию революционного источника энергии под названием Эрго. Главным изобретателем марионеток является Джеппетто, создатель Пиноккио. С целью обеспечения безопасности всех марионеток был заключён Великий Завет, запрещающий им лгать и нападать на людей. Тем не менее, марионетки внезапно восстают, убивая большую часть человеческого населения Крата. Кроме того, город страдает от неизлечимой Болезни Окаменения, превращающей его жителей в монстров.

## Разработка и выход
Разработку игры Lies of P проводила компания Round8 Studio под руководством Чи Вон Чхве. Работа над проектом началась в 2020 году, и за два года штат студии вырос с 60 до 100 сотрудников. Хотя разработчики находили вдохновение в играх стиля soulslike, они также стремились внести в проект уникальные игровые механики. Основной локацией игры является город Крат, который был создан под влиянием Прекрасной эпохи, и представляет собой образ разрушенного и обедневшего города. Игра разработана на движке Unreal Engine 4.
Анонс Lies of P состоялся 19 мая 2021 года. В ноябре того же года был опубликован видеоролик, демонстрирующий альфа-версию игры. Новые фрагменты игрового процесса были представлены на выставке Gamescom в августе 2022 года. В рамках мероприятия IGN Fan Fest 18 февраля 2023 года было показано дополнительное видео игрового процесса, в котором была назначена дата выхода, запланированного на август 2023 года. Планировалось, что Lies of P будет выпущена на платформах PlayStation 4, PlayStation 5, Windows, Xbox One и Xbox Series X/S. Также объявлялось, что в день выпуска игра станет доступной в сервисе Xbox Game Pass. Round8 Studio рассматривает возможность выпуска дополнений или расширения проекта до целой игровой серии. На мероприятии Summer Game Fest 2023 был представлен новый трейлер игры, а дата выхода была перенесена на 19 сентября 2023 года. Помимо этого, была опубликована демо-версия и открыт предзаказ на игру.

## Отзывы критиков

### До выхода
После анонса игры Lies of P высказывались мнения о схожести её игрового процесса с проектами в стиле soulslike, в частности с Bloodborne от студии FromSoftware. Тайлер Колп из PC Gamer отметил, что игра «пересекает черту между вдохновением и копированием» в части анимации и интерфейса, которые, по его мнению, идентичны элементам из Bloodborne. Он также привёл список других подобных моментов, включая дизайн уровней. Форвард Джордан из PCGamesN написал, что Lies of P перенимает не только элементы из Bloodborne, но и из Sekiro: Shadows Die Twice. Джованни Колантонио из Digital Trends охарактеризовал игру как «Bloodborne в стимпанковом сеттинге», указывая при этом, что Lies of P выделяется по ряду ключевых аспектов, таких как боевая механика. Компания Round8 Studio в ответ на это заявила: «Мы гордимся тем, что игроки уловили атмосферу Bloodborne, однако это не было нашей целью».
Lies of P была признана самой желанной игрой для PlayStation, лучшей ролевой игрой и лучшим приключенческим боевиком на летней церемонии Gamescom Awards в 2022 году.

### После выхода
| Сводный рейтинг       | Сводный рейтинг                     |
| Агрегатор             | Оценка                              |
| --------------------- | ----------------------------------- |
| Metacritic            | (PC)82/100 (PS5)81/100 (XSXS)84/100 |
| OpenCritic            | 82/100                              |
| «Критиканство»        | 81/100                              |
| Иноязычные издания    |                                     |
| Издание               | Оценка                              |
| Edge                  | 7/10                                |
| Eurogamer             | [ 33 ]                              |
| Famitsu               | 34/40                               |
| Game Informer         | 9,5/10                              |
| GamePro               | 83/100                              |
| IGN                   | 8/10                                |
| PCGamesN              | 7/10                                |
| PC Gamer (US)         | 74/100                              |
| Push Square           | [ 40 ]                              |
| VG247                 | [ 41 ]                              |
| Русскоязычные издания |                                     |
| Издание               | Оценка                              |
| PlayGround.ru         | 8,5/10                              |
| StopGame.ru           | «Похвально»                         |

Lies of P получила положительные отзывы, согласно агрегатору рецензий Metacritic.
Диего Николас Аргуэльо из Polygon оценил игру положительно, отметив что она сильно затягивает.
Рецензенты издания Famitsu отметили сложность игры Lies of P, проводя параллели с оригинальной игрой Dark Souls. Ашида из Famitsu выразил своё разочарование касательно недостаточной длины атак персонажа игрока по сравнению с атаками врагов. В то же время Хонма и Утисава подчеркнули схожесть игры с Bloodborne и высоко оценили возможности настройки оружия, а также харизматичные вражеские марионетки.